# Parchemin
Pour les articles homonymes, voir Parchemin (homonymie).

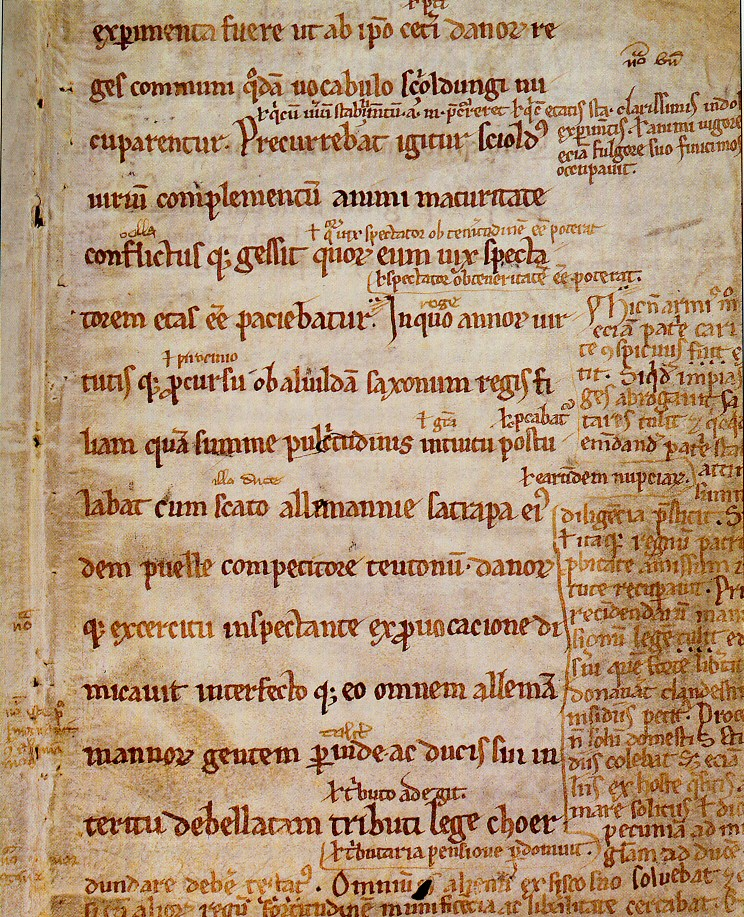
Parchemin présentant la Gesta Danorum de Saxo Grammaticus.

Un parchemin est une peau d'animal, généralement de mouton, parfois de chèvre ou de veau, ou même, bien que plus rarement, de cerf,, de porc, d’âne, de loup, ou de lapin, qui est apprêtée spécialement pour servir de support à l'écriture. Par extension, il en est venu à désigner aussi tout document écrit sur ce type de support. Il peut aussi être utilisé en peinture, en reliure, dans la facture instrumentale de certains instruments (tambours, grosses caisses) et dans la gainerie d'ameublement.
Succédant au papyrus, principal médium de l'écriture en Occident jusqu'au VIIe siècle, le parchemin a été abondamment utilisé durant tout le Moyen Âge pour les manuscrits et les chartes, jusqu'à ce qu'il soit à son tour détrôné par le papier. Son usage persista par la suite de façon plus restreinte, à cause de son coût très élevé.

## Histoire

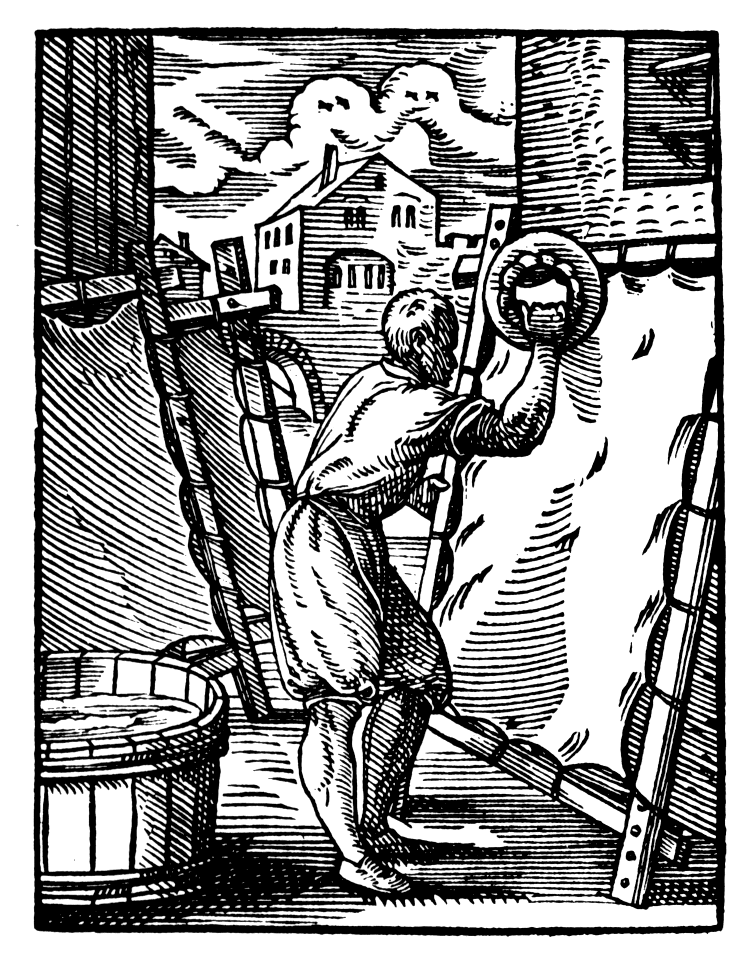
Préparation du parchemin, de Jost Amman et Hans Sachs, Francfort-sur-le-Main, Allemagne, 1568.

D'après la légende rapportée par Pline l'Ancien, le roi de Pergame aurait introduit son emploi au IIe siècle av. J.-C. à la suite d'une interdiction des exportations de papyrus décrétée par les Égyptiens, qui craignaient que la bibliothèque de Pergame surpassât celle d'Alexandrie.
Ainsi, si des peaux préparées ont déjà été utilisées pendant un ou deux millénaires, le « parchemin » proprement dit (mot dérivé de pergamena, « [peau] de Pergame ») est perfectionné vers le IIe siècle av. J.-C. à la bibliothèque de Pergame en Asie Mineure. Un nouveau procédé de traitement des peaux permet de rendre le parchemin, matériau élastique et résistant, lisse sur les deux côtés de la feuille, ce qui représente un avantage considérable par rapport au papyrus rugueux et sujet à l'effilochage. Mais c'est un matériau onéreux, ce qui limite son usage aux documents importants (manuscrits religieux, actes juridiques…) alors que le papyrus continue à être utilisé pour les écrits quotidiens. Au début, le parchemin est roulé comme le papyrus, mais moins cassant et plus mince, il prend progressivement la forme du codex composé de plusieurs cahiers, renfermant chacun un certain nombre de feuilles, comme dans le livre moderne.
L'usage du parchemin se généralise au cours du VIIe siècle avant d'être progressivement supplanté en Europe à partir du XIIe siècle par le papier dont les Arabes répandent le procédé (en) en Espagne.

## Préparation

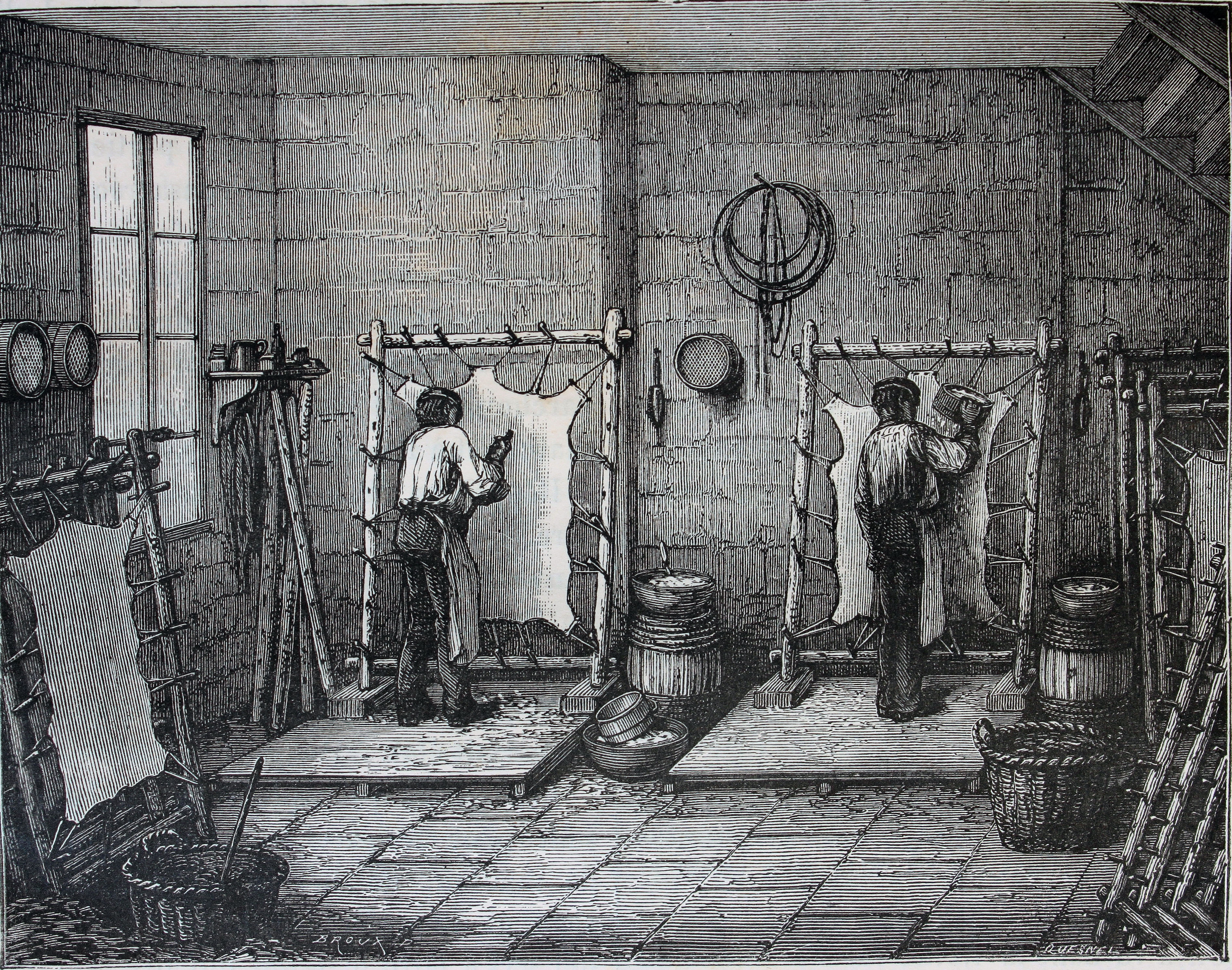
« Echarnage et ponçage du parchemin, sur la herse ».

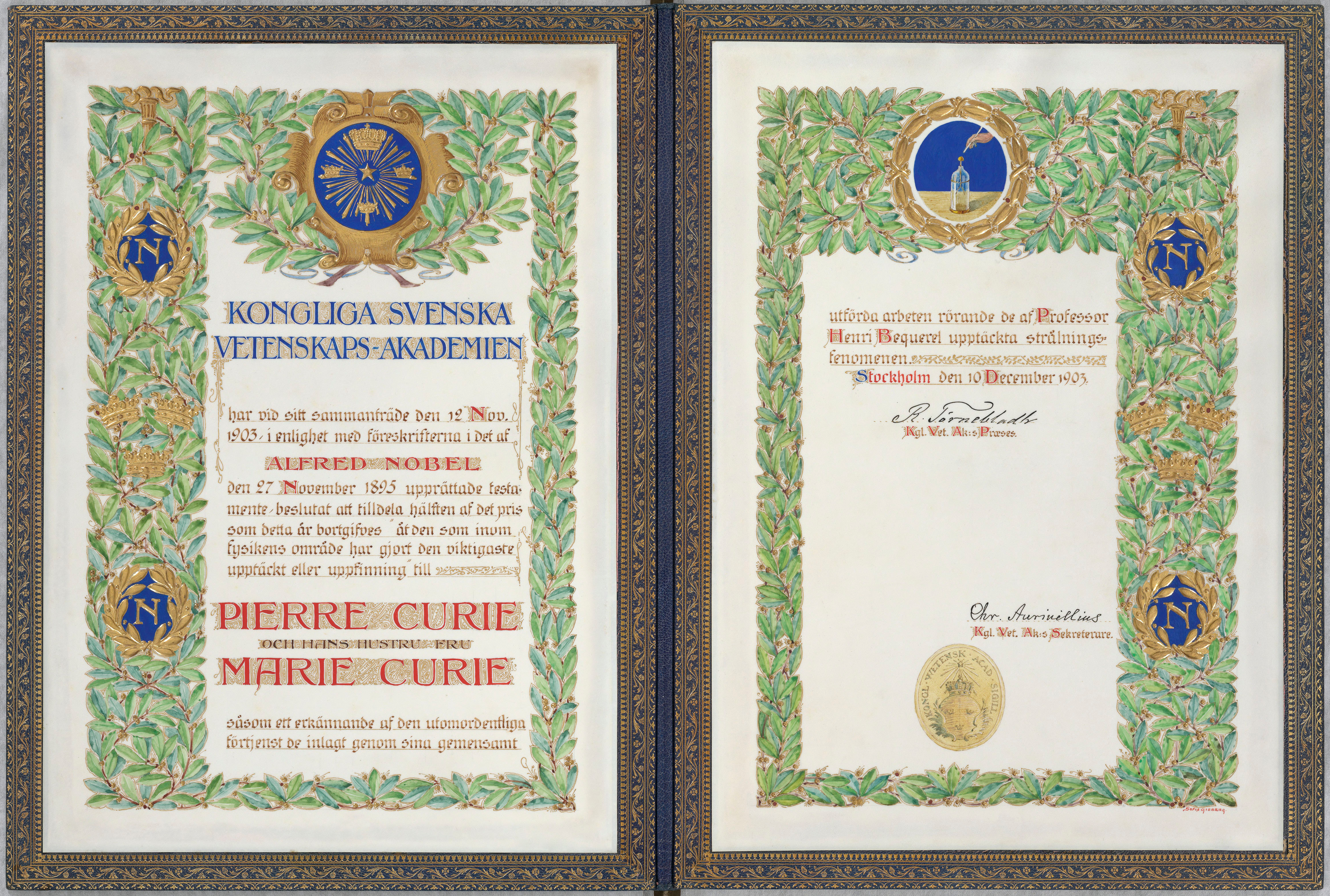
Un parchemin enluminé moderne : le diplôme du prix Nobel de physique de Pierre et Marie Curie (1903).

Les peaux animales sont dégraissées et écharnées pour ne conserver que le derme. Par la suite elles sont trempées dans un bain de chaux, raclées à l'aide d'un couteau pour ôter facilement les poils et les restes de chair, et enfin amincies, polies et blanchies avec une pierre ponce et de la poudre de craie. Une fois la préparation achevée, on peut distinguer une différence de couleur et de texture entre le « côté poil » (appelé également « côté fleur ») et le côté chair.
Cette préparation permet ainsi l'écriture sur les deux faces de la peau. Selon l'animal, la qualité du parchemin varie (épaisseur, souplesse, grain, texture, couleur…).
Afin de ne conserver que le derme, on doit enlever la chair, la graisse, et le poil de la peau. On commence par rincer les peaux à l’eau. Une source d’eau courante constitue une économie de labeur importante puisqu'au lieu d’agiter les peaux à la main, on peut simplement les accrocher dans une rivière et laisser le courant effectuer le travail. Le rinçage à l'eau libère les peaux des impuretés les plus facilement détachables. Le nettoyage est complété manuellement à l’aide d’une poutre et d’un couteau courbé qui se tient à deux mains. Les peaux sont étendues sur la poutre et on y passe alternativement le côté convexe, non-tranchant, pour presser l’eau hors de la peau, et le côté concave, tranchant, pour enlever les inégalités et ce qui reste de chair .
À la suite du lavage, il reste encore à enlever les poils. Pour ceci, on soumet les peaux à un bain de chaux qui dissout les cellules de kératine qui entourent la racine des poils. Si les poils ne tombent pas d’eux-mêmes, il est facile de les retirer à la main ou à l’aide d’un outil tel qu’un couteau non tranchant, ou un bâton. La chaux a aussi pour effet de libérer la graisse de la peau. En substitution à la chaux, on peut utiliser des solutions enzymatiques à base de fumier ou de substances végétales fermentées,. Dans des temps plus anciens, on parle d’utiliser des excréments et de l'eau de mer, alors que les processus plus récents impliquent l’utilisation de sulfure de sodium.
Une fois la peau ainsi débarrassée de ces attributs indésirables, elle est étendue sur un cadre de bois appelé la herse. La peau encore mouillée est raclée à l’aide d’un couteau courbé pour enlever l’hypoderme, et frottée avec de la craie, de la chaux sèche, ou une pierre ponce, pour absorber l’humidité,. Ce processus assouplit, adoucit, et procure sa couleur blanchâtre au matériel. Les peaux sont ainsi traitées jusqu’à ce qu’elles soient complètement sèches, ce qui peut prendre de quelques heures à quelques jours tout dépendant des conditions atmosphériques. La peau sèche est finalement placée sur une herse plus petite appelée ‘herse à raturer’ et raclée en minutie avec un couteau plus tranchant et effilé, puis poncée de nouveau. Cette étape de finition rend la peau encore plus égale et plus blanche.
Certains facteurs peuvent affecter l’apparence du parchemin. La robe de l’animal, particulièrement si elle comporte des taches noires ou rousses, demeure visible du côté poil. Certaines caractéristiques du processus de fabrication peuvent aussi être apparentes sur le parchemin. Alors que le bain de chaux procure un blanc plus froid, le traitement à l’enzyme procure un blanc plus chaud et crémeux qui se rapproche plus du cuir,. La durée de temps pour laquelle les peaux sont trempées dans les bains de chaux a aussi un effet, soit qu’un trempage de plus longue durée produit une peau plus blanche. Bien que le processus de fabrication de parchemin transforme la peau en un matériel uniforme propice à l’écriture, certains indices de la provenance et du traitement de la peau demeurent visibles sur le produit final.
Le parchemin est découpé en feuilles. « D'après les calculs effectués, à partir des dimensions du rectangle de parchemin obtenu d'une peau de mouton, les manuscrits de grands formats, d'une hauteur supérieure à 400 mm et de 200 à 250 folios, nécessitaient 100 à 125 peaux de mouton ». Copier une Bible complète nécessitait 650 peaux de moutons, d'où le prix élevé de sa copie.
Les feuilles peuvent être assemblées sous différentes formes :
- le volumen est un ensemble de feuilles cousues bout à bout et forme un rouleau (utilisé jusqu'au IVe-Ve siècle). On le retrouve encore très souvent au XVe siècle, par exemple en Bretagne, pour servir à la longue rédaction des procès.
- le codex (utilisé à partir du Ier-IIe siècle) est un ensemble de feuilles cousues en cahiers et peut être considéré comme l'ancêtre du livre moderne.

L'assemblage des cahiers suit habituellement la loi de Grégory. Cette loi stipule que deux côtés poils ou deux côtés chairs se font face. Le côté chair a habituellement une texture plus rugueuse et une couleur plus foncée que le côté poil. En suivant la règle de Gregory, on obtient un cahier d'apparence plus uniforme puisque deux pages qui se retournent l’une sur l’autre sont du même type. Il existe des exceptions à cette règle, qui indiquent habituellement l’élimination ou l’addition d’un feuillet après la création du cahier. L’apparence des parchemins peut donc être utilisée comme un indice des modifications des cahiers qu’ils constituent.
Les parchemins en peau de veau mort-né, d'une structure très fine, sont appelés vélins. Ils diffèrent des parchemins par leur aspect demi-transparent. Ils sont fabriqués à partir de très jeunes veaux, les plus beaux et les plus recherchés provenant en général du fœtus.
Le parchemin est un support complexe à fabriquer, onéreux (environ 10 fois plus cher que le papier), mais extrêmement durable dans le temps. Si les papiers habituels jaunissent en quelques années, on trouve aux archives nationales quantité de parchemins encore parfaitement blancs, et dont l'encre est parfaitement noire. Aussi, il offre l'avantage d'être plus résistant et permet le pliage. Il fut le seul support des copistes européens au Moyen Âge jusqu'à ce que le papier apparaisse et le supplante. À la fin du XIVe siècle, il est utilisé essentiellement pour la réalisation de documents précieux, d'imprimés de luxe ou encore pour réaliser des reliures.

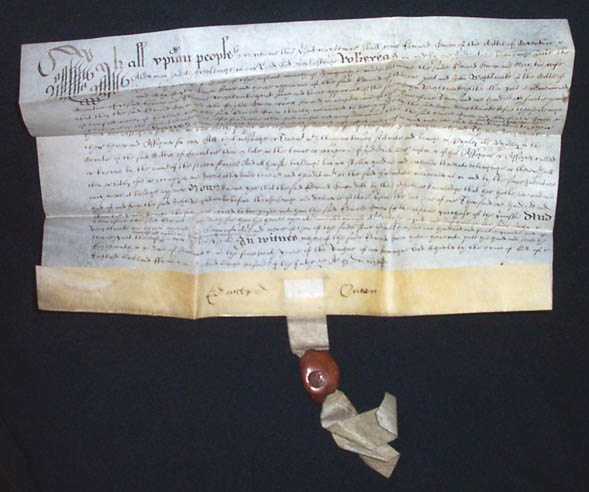
Vélin datant de 1638.

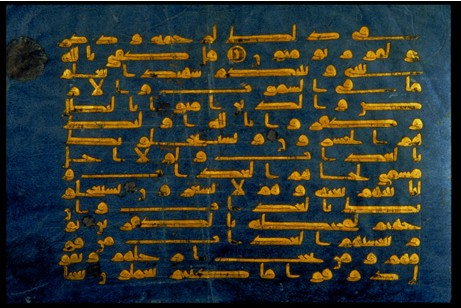
Feuillet du Coran bleu provenant à l'origine de la bibliothèque de la grande mosquée de Kairouan (en Tunisie) ; écrit en coufique doré sur du vélin teint à l'indigo, il date du Xe siècle. Certains feuillets du Coran bleu sont actuellement conservés au musée des arts islamiques de Raqqada en Tunisie.

Support onéreux, on évitait de le gaspiller. Aussi réparait-on les peaux abîmées avec du fil et on réutilisait les vieux parchemins après que l'écriture en avait été grattée : on les appelle les palimpsestes. Une autre manière de réparer un trou dans la peau est d’y appliquer un morceau de parchemin à l’aide de gomme arabique, puis d’en adoucir les bords à l’aide d’un marteau ou d’un couteau très tranchant.

## Préservation
Les parchemins sont sensibles à leur environnement. Une surexposition aux rayons UV ou à des conditions trop humides et trop chaudes peuvent entraîner des modifications dans la  composition chimique du parchemin. Par exemple, l'oxydation ou l'hydrolysation sur parchemin risquent de mener à sa gélatinisation. Il est favorable de conserver les parchemins dans un environnement ayant un taux d’humidité entre 55% et 65%, un bon système d’échange d’air, et une température entre 60°F et 70°F.

## Musique
Le parchemin est aussi employé comme renfort et table d'harmonie dans certains instruments de musique à cordes et comme membrane (surface de vibration) pour les instruments de percussions ; les velins sont aussi employés. Exemples :
- luths : rabâb (chèvre), sarod (mouton), târ (veau ou taureau), ekonting (chèvre), shamisen (chien et chat), rawap (reptile), etc.
- vièles : sarangi (mouton), esraj (mouton), dilruba (mouton), sarinda (mouton), sorud (mouton), kamânche (chèvre), erhu (reptile), etc.
- cithares : qanûn, etc.
- harpes : kora, saung, etc.
- tambours : djembé (chèvre, antilope, zèbre), darbouka (chèvre ou poisson), daf (mouton), tablâ (mouton et chameau), mridang (mouton et buffle), tambourin (sur cadre) (mouton), kanjira (reptile), taiko (vache), etc.